# Данилевська Ірина Борисівна
Ірина Борисівна Данилевська — співзасновниця та голова оргкомітету Ukrainian Fashion Week. Голова Експертного комітету Ukrainian Fashion Council. Співзасновниця премії Best Fashion Awards. Голова оркомітету Всеукраїнського конкурсу молодих дизайнерів одягу «Погляд у майбутнє»..

## Біографія
Ірина Данилевська народилася 28 березня 1964 року в місті Києві.
Закінчила факультет журналістики Київського національного університету ім. Т.Шевченка (нині Інститут журналістики КНУ імені Тараса Шевченка).
З 1993 — видавчиня та головна редакторка журналу «Єва». З 2001 року — видавчиня та головна редакторка української версії міжнародного видання про моду L'Officiel.
У 1997 році заснувала Ukrainian Fashion Week, який став першим на теренах Східної Європи тижнем прет-а-порте. Створений за європейськими стандартами, UFW проходить двічі на рік і збирає понад 40 колекцій найкращих дизайнерів України. Нині під егідою Ukrainian Fashion Week в Україні реалізовуються наймасштабніші національні та міжнародні fashion-заходи.
З 2019 року віце-президент та голова Експертного комітету Ukrainian Fashion Council.
Одружена, має доньку та трьох онуків.

## Професійна діяльність. Ukrainian Fashion Week
Ukrainian Fashion Week (Український Тиждень Моди) вперше було проведено у листопаді 1997 року. Це унікальний в Україні захід, який повністю відповідає світовим стандартам показів prêt-a-porter, проходить двічі на рік.
За ініціативи Ірини Данилевської у 2003 році для пошуку та підтримки талановитої молоді в рамках Ukrainian Fashion Week було започатковано проєкти New Names та Fresh Fashion. За час свого існування ці проєкти забезпечили постійний приплив «нової крові» до української моди та закріпили за UFW репутацію відкривача молодих талантів.
Щорічно під егідою Ukrainian Fashion Week відбувається низка важливих для України проєктів: Best Fashion Awards (Перша Українська Премія в галузі моди), Odessa Holiday Fashion Week (покази круїзних колекцій та пляжних аксесуарів, що відбуваються в Одесі), Всеукраїнський конкурс молодих дизайнерів одягу «Погляд у майбутнє», фестиваль fashion-фільмів Fashion Film Festival Kyiv.
Ukrainian Fashion Week є майданчиком, який приймає в себе міжнародні fashion-проєкти: дизайнери зі світовим ім'ям — Елі Сааб (Elie Saab) (2009) та Стефан Роллан (Stephane Rolland) (2010) презентували в Києві у рамках UFW колекції Haute Couture. У 2011 році свою колекцію під час Ukrainian Fashion Week представив Антоніо Берарді (Antonio Berardi), а березень 2012 року ознаменувався безпрецедентним проєктом — Eurofashion, що зібрав дизайнерів з 16 країн-учасниць EURO-2012.
Саме за ініціативи Ірини Данилевської українську моду помітили як значне явище не лише в Україні, але у світі. За її сприяння відбулися перші і найважливіші заходи за участі українських дизайнерів у Парижі, Мілані, Лондоні. Усі вони разом дозволили розпочати розглядати моду як невід'ємну складову української культури та економіки. У 2009 Ірина створила «Українську платформу» на виставці Who's Next у Парижі, згодом допомогла українським дизайнерам представити колекції у Мілані на Milano Moda Donna та White, у 2013 році організувала показ дизайнерів на проєкті «Дні України у Лондоні», а у 2015 підтримала участь українських дизайнерів у проєкті International Fashion Showcase в рамках London Fashion Week.
У 2018 році в Україні вперше пройшов International Young Designers Contest (Міжнародний конкурс молодих дизайнерів), ініціатором якого став Ukrainian Fashion Week. У конкурсі взяли участь 16 дизайнерів з дев'яти країн: Грузії, Естонії, Литви, Молдови, Польщі, Словаччини, Угорщини, України та Чехії. Проведення конкурсу в Києві дозволило ще раз підтвердити лідерство України в області fashion у регіонах Східної та Центральної Європи .
З ініціативи Ірини Данилевської оргкомітет Ukrainian Fashion Week розпочав запрошувати іноземних журналістів, експертів, баєрів на покази в Україну, імена та назви українських дизайнерів відтепер регулярно з'являються у найавтортитеніших fashion-виданнях — Vogue.com [Архівовано 26 травня 2016 у Wayback Machine.], Vogut Italy, Vogue France [Архівовано 3 липня 2016 у Wayback Machine.], Buro 24/7.ru [Архівовано 9 серпня 2016 у Wayback Machine.], ELLE Italy [Архівовано 18 серпня 2016 у Wayback Machine.], та міжнародних таких як VICE [Архівовано 13 березня 2016 у Wayback Machine.], Daily Mail [Архівовано 24 вересня 2016 у Wayback Machine.], etc.

## Громадська діяльність
2014 року взяла участь у зйомці для благодійного календаря «Щирі», присвяченого українському національному костюму та його популяризації. Проєкт було реалізовано зусиллями ТЦ «Домосфера» та комунікаційної агенції Gres Todorchuk. Усі кошти від реалізації календаря було передано на допомогу пораненим бійцям АТО до Київського військового шпиталю та центру волонтерства Українського католицького університету «Волонтерська Сотня».

## Відзнаки
- Лауреатка Всеукраїнської премії «Жінка ІІІ тисячоліття» в номінації «Рейтинг» (2009).
- З 2007 року входить у рейтинг «100 найвпливовіших жінок Україні» за версією журналу «Фокус»[9].

#### Інтерв'ю з Іриною Данилевською
- Bestin.ua: Ірина Данилевська про Тиждень Моди, дизайнерів та розчарування [Архівовано 22 жовтня 2019 у Wayback Machine.]
- Vogue Ukraine: Интервью с Ириной Данилевской (2015) [Архівовано 31 січня 2017 у Wayback Machine.]
- Vogue Ukraine: Ірина Данилевська про минуле і майбутнє української моди [Архівовано 21 жовтня 2019 у Wayback Machine.]
- Vogue Ukraine: Яким буде новий сезон Ukrainian Fashion Week [Архівовано 22 жовтня 2019 у Wayback Machine.]
- РБК-Украина: Ирина Данилевская: «К моде нужно относиться как к вдохновению» [Архівовано 19 березня 2016 у Wayback Machine.]
- Destinations: Iryna Danylevska about Ukrainian Fashion
- Hromadske: Ірина Данилевська про Ukrainian Fashion Week
- Теорія Великого Виклику: Ірина Данилевська про Ukrainian Fashion Week, моду, дизайнерів, фешн фільми
- Vector: Профіль Ірини Данилевської та Володимира Нечипорука [Архівовано 22 жовтня 2019 у Wayback Machine.]
- Elle Ukraine: 10 запитань до Ірини Данилевської [Архівовано 22 жовтня 2019 у Wayback Machine.]